# Seleção da Rússia de Hóquei no Gelo Feminino
A Seleção da Rússia de Hóquei no Gelo Feminino representa a Federação da Rússia nas competições oficiais da FIHG.